# Carlos Watkins
Carlos Watkins (Forest City, Carolina del Norte, 5 de diciembre de 1993) es un jugador profesional estadounidense de fútbol americano que se desempeña en la posición de defensive tackle en Arizona Cardinals, equipo de la National Football League (NFL).

## Carrera
Fue seleccionado en la cuarta ronda en la Reunión Anual de Selección de Jugadores de la NFL de 2017. Hizo su debut profesional con el equipo Houston Texans, en el cual jugó cuatro temporadas (2017-2021), después pasó a Dallas Cowboys (2021-2023), luego a Arizona Cardinals, donde lleva jugando una temporada.